# Castello di Drugolo
Il castello di Drugolo, noto anche come Castell'Averoldi, è una roccaforte risalente al X secolo e situata a Drugolo, antico borgo a nord di Lonato del Garda, in provincia di Brescia.

## Storia

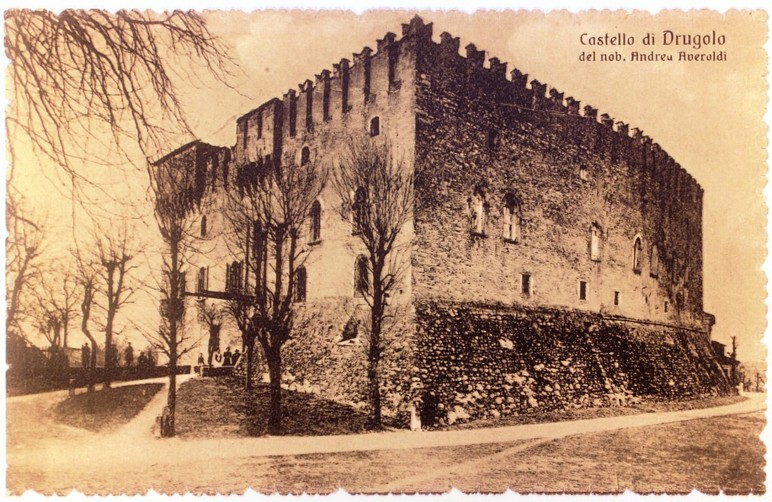
Il castello all'inizio del XX secolo

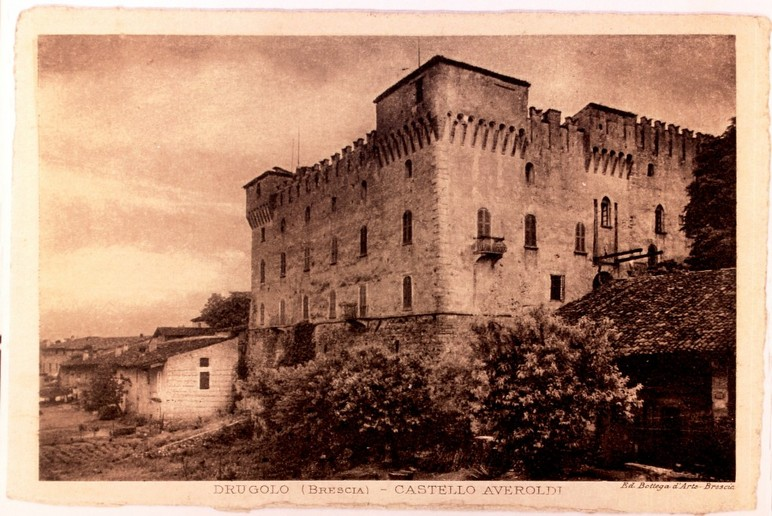
Castello Averoldi

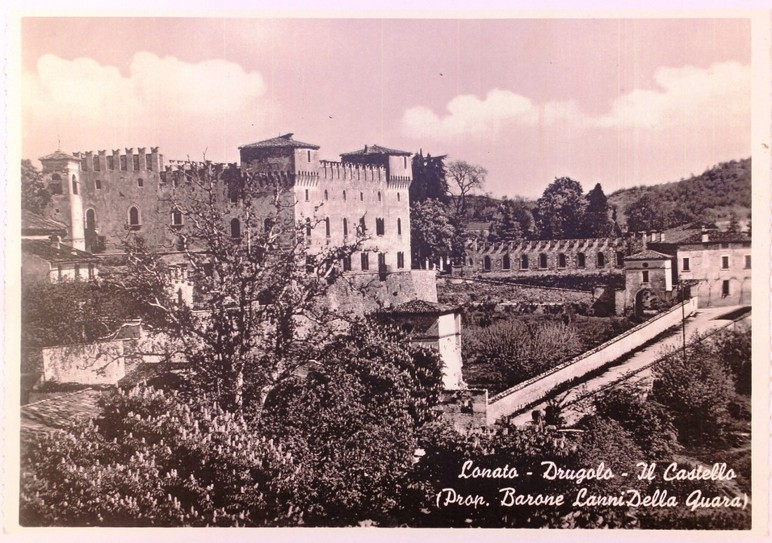
Panorama

Alla fine del XIV secolo il castello fu ricostruito dalla famiglia Gritti sulle rovine di un precedente castello medievale, forse di origine longobarda. All'inizio del XV secolo il maniero venne confiscato da Pandolfo III Malatesta, che lo cedette in feudo nel 1409 a Malagnino da Padenghe, e da questi ceduto ai fratelli Bartolino e Antonio Guarini, che infine lo diedero nel 1411 alla famiglia milanese Vimercati. Dopo la ribellione dei Vimercati, il 27 settembre 1414 Pandolfo III Malatesta confiscò il castello, venduto poi per 400 ducati d'oro al Comune di Padenghe. Il 21 gennaio 1436 la famiglia Vimercati, riavuta la proprietà, vendette il castello per 1600 fiorini e 36 soldi imperiali al bresciano Giovanni Averoldi.
Il 4 novembre 1452 il doge Francesco Foscari concesse al borgo lo status di comune indipendente dalle Quadre in cui era suddivisa la Riviera. La famiglia Averoldi iniziò ad imporre il dazio di transito per la Riviera, causando danni economici ai commercianti di vino.
Negli anni 1498 e 1575 gli Averoldi ricostruirono il castello, il cui borgo fu incluso nella giurisdizione ecclesiastica della parrocchia di Bedizzole, legandola così in perpetuo alla diocesi di Brescia.
Nel XVIII secolo Giulio Antonio II Averoldi iniziò a bonificare i terreni circostanti, facendo realizzare vasche di raccolta dell'acqua piovana e scacciando i banditi che infestavano la zona. Alla sua morte, il castello fu ereditato dai figli Giovanni, Angelo e Gherardo Averoldi, ma venne poi acquisito da Angelo Averoldi, podestà di Brescia nel 1848. Il successivo erede Andrea Averoldi (1839-1920), vendette il castello e alcuni terreni al cugino Gherardo Averoldi (1862-1940), che nel 1935 dovette cedere il castello per gravi problemi finanziari. Il miglior offerente fu il barone Armando Lanni della Quara, che restaurò il castello, demolendo le case rurali realizzate nel corso del tempo a fianco delle mura perimetrali.
Nella storia del castello non è registrato alcuno scontro armato.

## Descrizione
L'imponente struttura a merlatura ghibellina, forse di origine longobarda, si erge isolata tra le colline a poca distanza dal lago di Garda.
L'edificio è a pianta quadrata con due torri angolari sorge su di un alto muro a scarpa ed è circondato da mura perimetrali entro le quali sorge la chiesa di San Michele, del XII secolo.